# 刘振芳
刘振芳（1961年9月—），河北正定人，曾任中华人民共和国国家铁路局局长，曾任中国国家铁路集团董事长、党组书记。

## 生平
1983年8月参加工作，1994年3月加入中国共产党，北方交通大学机械系机车电传动专业毕业，大学学历，工程硕士学位，提高工资待遇高级工程师。1979年3月至1983年8月，在北方交通大学机械系机车电传动专业学习。1983年8月至1989年10月，任铁道部北京铁路局大同分局大同西电力机务段见习生、技术干部、助理工程师、工程师。1989年10月至1993年4月，任铁道部北京铁路局大同分局大同西电力机务段技术室副主任。1993年4月至1995年2月，任铁道部北京铁路局大同分局大同西电力机务段总工程师。1995年2月至1998年12月，任铁道部北京铁路局大同分局大同西电力机务段段长。1998年12月至1999年3月，任铁道部北京铁路局大同分局分局长助理。1999年3月至2000年4月，任铁道部北京铁路局大同分局总工程师。2000年4月至2004年11月，任铁道部北京铁路局大同分局副分局长。其间，1999年9月至2002年11月在北方交通大学交通运输工程专业在职学习，获工程硕士学位；2003年6月至2003年8月在铁道部党校“十五”第五期中青班培训；2003年11月至2004年10月在清华大学工业工程系工业工程领域专业在职脱产学习，2006年7月获工程硕士学位。2004年11月至2004年12月，任铁道部北京铁路局大同分局副分局长兼大秦线扩能改造工程建设指挥部副指挥长。
2004年12月至2009年1月，任铁道部昆明铁路局副局长。2009年1月至2011年8月，任铁道部昆明铁路局常务副局长、党委常委。2011年8月至2013年1月，任铁道部昆明铁路局局长、党委副书记。2013年1月至2013年3月，任铁道部南昌铁路局局长、党委副书记。2013年3月至2014年8月，任中国铁路总公司南昌铁路局局长、党委副书记。2014年8月至2017年3月，任中国铁路总公司北京铁路局局长、党委副书记。
2017年3月至2018年12月，任中国铁路总公司副总经理、党组成员。
2018年12月，任中国国家铁路集团有限公司副总经理、党组成员。
2019年12月3日，任国家铁路局局长。
2022年7月22日，刘振芳调任中国国家铁路集团有限公司董事长、党组书记，不再担任交通运输部党组成员，国家铁路局局长、党组书记职务。
2024年10月22日，国铁集团正职调整：郭竹学任中国国家铁路集团有限公司董事长，年满63岁的刘振芳退休
。